# Acquachiara 2013-2014 (pallanuoto maschile)

## Rosa
| N° |                    | Ruolo | Giocatore              |
| -- | ------------------ | ----- | ---------------------- |
| 1  | Croazia (bandiera) | P     | Miro Kačić             |
| 13 | Italia (bandiera)  | P     | Andrea Lamoglia        |
|    | Italia (bandiera)  | D     | Andrea Scotti Galletta |
| 8  | Italia (bandiera)  | D     | Marco Ferrone          |
| 5  | Italia (bandiera)  | D     | Giuseppe Postiglione   |
| 2  | Italia (bandiera)  | D     | Amaurys Pérez          |
| 3  | Italia (bandiera)  | D     | Domenico Mattiello     |

| N° |                       | Ruolo | Giocatore         |
| -- | --------------------- | ----- | ----------------- |
| 7  | Italia (bandiera)     | CV    | Fabio Gambacorta  |
| 10 | Montenegro (bandiera) | A     | Dragan Drašković  |
| 6  | Croazia (bandiera)    | A     | Antonio Petković  |
| 4  | Italia (bandiera)     | A     | Stefano Luongo    |
| 11 | Italia (bandiera)     | A     | Luigi Di Costanzo |
| 12 | Italia (bandiera)     | CB    | Olexandr Sadovyy  |
| 9  | Italia (bandiera)     | CB    | Giacomo Saviano   |

| Allenatore: | Paolo De Crescenzo |

## Risultati

### Serie A1

#### Girone di andata
| Arbitri: | Severo Navarra |

|                                                                    |           |                                          |
| Drašković, Petković: 3 Luongo, Pérez: 2 Di Costanzo, Gambacorta: 1 | Marcatori | 3: Camilleri, Lanzoni, Marziali 1: Rossi |

| Arbitri: | Paoletti Riccitelli |

|                                              |           |                                                                    |
| Gallo, Radović: 2 Bertoli, Renzuto, Rossi: 1 | Marcatori | 2: Di Costanzo, Luongo 1: Gambacorta, Mattiello, Petković, Sadovyy |

| Arbitri: | Ceccarelli Severo |

|                                                              |           |                                                             |
| Luongo, Petković: 2 Di Costanzo, Saviano, Scotti Galletta: 1 | Marcatori | 3: Molina, C. Presciutti 2: N. Presciutti 1: Bodegas, Rizzo |

| Arbitri: | Brasiliano Pinato |

|                                           |           |                                                      |
| Foti, Hrošík: 2 Cesini, Jelača, Pagani: 1 | Marcatori | 3: Di Costanzo, Petković 1: Gambacorta, D. Mattiello |

| Arbitri: | Castagnola Savarese |

|                                                          |           |                                          |
| Petković: 5 Luongo: 3 Di Costanzo, Sadovyy, ScottG. i: 2 | Marcatori | 1: Bini, Cecere, Dani, M. Gitto, Sindone |

| Arbitri: | Lo Dico Severo |

|                                                         |           |                                                                                  |
| Damonte, Deserti: 2 Elez, G. Fiorentini, Mistrangelo: 1 | Marcatori | 3: Di Costanzo 1: S. Luongo, D. Mattiello, Petković, Sadovyy, Saviano, ScottG. i |

| Arbitri: | Ceccarelli Taccini |

|                                                                        |           |                                      |
| Madaras: 4 Figari, Figlioli, Giacoppo: 3 Ivović: 2 Felugo, N. Gitto: 1 | Marcatori | 2: Gambacorta, Petković 1: S. Luongo |

| Arbitri: | Ricciotti Severo |

|                                                                                      |           |                                           |
| Petković: 4 Drašković: 3 Sadovyy: 2 Di Costanzo, Ferrone, S. Luongo, D. Mattiello: 1 | Marcatori | 4: Simonetti, Tomašić 3: Steardo 1: Russo |

| Arbitri: | Calabro Gomez |

|                                                               |           |                                                         |
| Brguljan: 3 Baraldi, Campopiano, Esposito, Ronga, Primorac: 1 | Marcatori | 3: Di Costanzo, Petković 2: Drašković 1: Pérez, Sadovyy |

| Arbitri: | Alfi Fusco |

|                                                                         |           |                                                 |
| Drašković, Ferrone, Petković: 3 D. Mattiello: 2 Di Costanzo, Saviano: 1 | Marcatori | 2: Giordano 1: AcostM. a, Hazui, Oneto, Pesenti |

| Arbitri: | Collantoni Piano |

|                                                                           |           |                                                              |
| Colosimo: 3 Maddaluno, Vittorioso: 2 Africano, A. Calcaterra, Di Rocco: 1 | Marcatori | 3: Petković 2: Di Costanzo, Sadovyy 1: Ferrone, D. Mattiello |

#### Girone di ritorno
| Arbitri: | Centineo Paoletti |

|                                               |           |                                                                                |
| Camilleri: 4 Lanzoni: 3 Bruni: 2 Barillari: 1 | Marcatori | 3: Saviano 2: Petković, Postiglione 1: Di Costanzo, Gambacorta, Pérez, Sadovyy |

| Arbitri: | D. Bianco L. Bianco |

|                                                  |           |                                                                          |
| Di Costanzo, Drašković, Petković: 2 ScottG. i: 1 | Marcatori | 2: Gallo, Radović, RenzutI. o 1: Foglio, Klikovac, G. Mattiello, Saccoia |

| Arbitri: | Paoletti Riccitelli |

|                                                                                         |           |                                                        |
| Bodegas, Molina, Rizzo: 3 F. Di Fulvio: 2 Giorgi, Nora, C. Presciutti, N. Presciutti: 1 | Marcatori | 3: Pérez 2: Sadovyy 1: Drašković, Gambacorta, Petković |

| Arbitri: | Brasiliano Scappini |

|                                                              |           |                                       |
| Di Costanzo: 4 Petković: 2 Drašković, Gambacorta, Saviano: 1 | Marcatori | 1: Cesini, Gaffuri, Hrošík, F. Pagani |

| Arbitri: | Rovida Taccini |

|                                                                      |           |                                                          |
| Coppoli, M. Gitto: 3 Eskert, Gobbi: 2 Bini, A. Di Fulvio, Sindone: 1 | Marcatori | 4: Petković 3: Drašković 1: Gambacorta, Sadovyy, Saviano |

| Arbitri: | Collantoni Riccitelli |

|                                     |           |                                                                                            |
| Petković: 5 Pérez: 2 Di Costanzo: 1 | Marcatori | 3: Damonte, Elez 2: Alesiani, G. Fiorentini 1: G. Bianco, J. Colombo, Deserti, Mistrangelo |

| Arbitri: | Caputi Centineo |

|                                                            |           |                                                                                   |
| Petković: 3 Drašković, S. Luongo, D. Mattiello, Saviano: 1 | Marcatori | 3: Giorgetti, Joković 2: Aicardi, Giacoppo 1: Figlioli, Fondelli, Ivović, Lapenna |

| Arbitri: | Caputi Colombo |

|                                                                    |           |                                                            |
| Tomašić: 3 Steardo: 2 Astarita, C. Russo, Sassanelli, Simonetti: 1 | Marcatori | 4: S. Luongo, Petković 2: Di Costanzo 1: Gambacorta, Pérez |

| Arbitri: | Paoletti Savarese |

|                                                                                     |           |                                                                  |
| Di Costanzo: 4 S. Luongo, Petković: 3 Gambacorta, Pérez: 2 D. Mattiello, Sadovyy: 1 | Marcatori | 6: Brguljan 3: Baraldi 2: Velotto 1: Buonocore, Parisi, Primorac |

| Arbitri: | Fusco Navarra |

|                                     |           |                                                                                     |
| Giordano, Hazui, Pesenti, Priolo: 1 | Marcatori | 5: Sadovyy 4: Petković 2: Drašković 1: Di Costanzo, Ferrone, S. Luongo, Postiglione |

| Arbitri: | Bianco Rovida |

|                                                                                |           |                                                                   |
| Petković: 5 Gambacorta, S. Luongo, Sadovyy: 2 Di Costanzo, Drašković, Pérez: 1 | Marcatori | 2: A. Calcaterra, Mele 1: Cannella, Colosimo, Di Rocco, Maddaluno |

#### Playoff - Quarti di finale
| Arbitri: | Collantoni Riccitelli |

|                                                                                 |           |                                                        |
| Elez: 3 Alesiani, J. Colombo, Deserti: 2 Damonte, G. Fiorentini, Mistrangelo: 1 | Marcatori | 3: Di Costanzo 2: S. Luongo 1: Drašković, D. Mattiello |

| Arbitri: | Radičević Savinović |

|                                                  |           |                                            |
| Petković: 5 Sadovyy: 3 Di Costanzo, S. Luongo: 1 | Marcatori | 2: Damonte, Elez 1: Deserti, G. Fiorentini |

#### Playoff - Semifinali 5º posto
| Arbitri: | Lo Dico Riccitelli |

|                                                          |           |                                                   |
| Petković: 3 Sadovyy: 2 Drašković, D. Mattiello, Pérez: 1 | Marcatori | 4: Sindone 1: Brancatello, A. Di Fulvio, M. Gitto |

| Arbitri: | L. Bianco Petronilli |

|                                                                |           |                                                       |
| A. Di Fulvio: 4 Gobbi, Sindone: 2 Bosazzi, Eskert, M. Gitto: 1 | Marcatori | 6: Petković 4: S. Luongo 3: Sadovyy 1: Pérez, Saviano |

### Coppa Italia

#### Seconda fase
L'Acquachiara, essendo una delle prime quattro squadre del campionato precedente, come da regolamento prende parte alla Coppa Italia partendo dalla seconda fase.
| Arbitri: | Paoletti Ercoli |

|                                                                      |           |                                                           |
| Gambacorta: 3 Petković: 2 D. Mattiello, Pérez, Sadovyy, ScottG. i: 1 | Marcatori | 4: Camilleri 3: Lanzoni 2: Guidaldi 1: Bruni, E. Di Somma |

| Arbitri: | Caputi Petronilli |

|                                |           |                                                                              |
| Hrošík: 3 Foti: 2 F. Pagani: 1 | Marcatori | 2: Pérez, Petković 1: Di Costanzo, Drašković, Ferrone, Gambacorta, ScottG. i |

| Arbitri: | Ercoli Petronilli |

|                                   |           |                                                                |
| Ferrone: 2 ScottG. i, Petković: 1 | Marcatori | 2: Felugo 1: Aicardi, Figari, D. Fiorentini, Fondelli, Joković |

### LEN Champions League

#### Primo turno
Due gruppi da sei squadre ciascuno: si qualificano al 2º turno le prime cinque di ciascun gruppo. L'Acquachiara è inclusa nel Gruppo A, come squadra ospitante del concentramento, posizionandosi al terzo posto e qualificandosi al turno successivo.
| Arbitri: | Maciej Michalak Luis Santos |

|                                                                                                  |           |                                                                        |
| Luongo, Petković: 5 Pérez: 2 Di Costanzo, Drašković, Mattiello, Postiglione, Sadovyy, Saviano: 1 | Marcatori | 5: T. Lucas 3: L.A. Gottemaker 2: Gabriël, Reuten 1: Kuilman, Tilleman |

| Arbitri: | Luis Santos Haldun Toygarlı |

| |           |                                                                 |
| Pérez: 6 Petković: 4 Luongo: 3 Saviano, Scotti Galletta: 2 Di Costanzo, Drašković, Gambacorta, Mattiello: 1 | Marcatori | 5: Lanzon 4: Brownrigg 3: Gabarretta 1: J. Camilleri, D. Zammit |

| Arbitri: | György Kun Luis Santos |

|                                                    |           |                                                              |
| Drašković, Petković: 2 Luongo, Sadovyy, Saviano: 1 | Marcatori | 3: Vukičević 2: Martinić, Lončar 1: D. Živković, I. Živković |

| Arbitri: | Thomas Schlünz Luis Santos |

|                                                                        |           | |
| Petković: 3 Drašković: 2 Di Costanzo, Gambacorta, Luongo, Mattiello: 1 | Marcatori | 5: Stepanyuk 3: Nagaev, Pijetlović 2: Elizarov, Rizhov-Alenichev, Timakov 1: Yankov, Odintsov, Shepelev |

| Arbitri: | Mihai Simion Luis Santos |

|                                                               |           |                                                              |
| Luongo, Pérez, Petković: 3 Di Costanzo, Drašković, Sadovyy: 1 | Marcatori | 3: Ranđić, Simon 2: Camarasa 1: Constantin-Bicari, Kovačević |

#### Secondo turno
Quattro gruppi (C, D, E, F) da quattro squadre ciascuno: si qualificano al 3º turno le prime due di ciascun gruppo. L'Acquachiara è inclusa nel Gruppo E, ospitato dal Primorje di Fiume, posizionandosi al terzo posto e venendo eliminata.
| Arbitri: | Irfan Sadekov Akif Uz |

|                                                           |           |                                                                                       |
| Bukowski: 3 Paunović, Tóth: 2 Bolović, Pickert, Preuss: 1 | Marcatori | 4: Petković 2: Di Costanzo, Luongo, Scotti Galletta 1: Gambacorta, Mattiello, Saviano |

| Arbitri: | Nenad Golijanin Irfan Sadekov |

|                                                                               |           |                                                                               |
| García, Muslim, Šetka, D.R. Varga: 3 Krapić, Radu, D.A. Varga: 2 Obradović: 1 | Marcatori | 2: Di Costanzo, Drašković, Mattiello 1: Gambacorta, Luongo, Petković, Sadovyy |

| Arbitri: | Jaume Teixido Nenad Golijanin |

|                                                                                              |           |                                                       |
| Elmisian: 3 Masmanidis, Mylonakis, Velonias: 2 Afroudakis, Chrysospathis, Miralis, Tigkas: 1 | Marcatori | 4: Scotti Galletta 2: Luongo, Petković 1: Di Costanzo |

### LEN Euro Cup
L'eliminazione al secondo turno di Champions League consente all'Acquachiara la partecipazione alla Euro Cup, la seconda competizione per importanza destinata a squadre di club europee.

#### Turno di qualificazione
Quattro gruppi da quattro squadre ciascuno (cinque nel gruppo C): si qualificano ai quarti di finale le prime due di ciascun gruppo. L'Acquachiara è inclusa nel Gruppo C, disputato a Utrecht, piazzandosi al primo posto e qualificandosi ai quarti di finale.
| Arbitri: | Mihai Simion Aleksej Krapivin |

|                                                                                    |           |                                                     |
| Pérez: 4 Di Costanzo: 3 Sadovyy: 2 Luongo, Mattiello, Petković, Scotti Galletta: 1 | Marcatori | 5: Murišić 3: Kudaba 2: Danilović 1: Đurović, Mačić |

| Arbitri: | Aleksej Krapivin Mihai Simion |

|                                     |           |                                                                   |
| Jablonski: 3 Babić, Ďurík, Khasz: 2 | Marcatori | 3: Luongo 2: Mattiello 1: Di Costanzo, Petković, Sadovyy, Saviano |

| Arbitri: | Mihai Simion Mario Dalli |

|                                                                                      |           |                                                           |
| Luongo, Petković: 4 Sadovyy, Saviano: 2 Di Costanzo, Postiglione, Scotti Galletta: 1 | Marcatori | 2: Ćatović, Maksimović 1: Joksimović, Matković, Petrovski |

| Arbitri: | Mario Dalli Aleksej Krapivin |

|                                     |           |                                                                                       |
| de Voogt: 2 B. Hoepelman, Reuten: 1 | Marcatori | 5: Di Costanzo 3: Gambacorta 2: Ferrone, Luongo, Petković 1: Sadovyy, Scotti Galletta |

#### Quarti di finale
| Arbitri: | Michail Kouretas Klaus Lehn |

|                                  |           |                                                                  |
| Kovačić: 3 Sekulić: 2 Popadić: 1 | Marcatori | 3: S. Luongo, Petković 2: Pérez 1: Drašković, Ferrone, ScottG. i |

| Arbitri: | Spyridos Achladiotis Gökhan Can Ciger |

|                                                                                 |           |                                                      |
| Petković: 2 Drašković, Ferrone, Gambacorta, D. Mattiello, Sadovyy, ScottG. i: 1 | Marcatori | 5: Sekulić 2: Moskov 1: Baničević, Brajović, Popadić |

#### Semifinali
| Arbitri: | Aleksandar Adžić Emanuel Manol Taylan |

|                                                            |           |                                                          |
| Di Costanzo, Petković: 3 Gambacorta: 2 Pérez, ScottG. i: 1 | Marcatori | 4: Chalturin 2: Jurčik, Latypov, Lisunov 1: Ašaev, Češev |

| Arbitri: | Mihajlo Ćirić Matan Schwartz |

|                                                         |           |                                                                         |
| Lazarev, Lisunov, Panfili: 2 Ašaev, Češev, Chalturin: 1 | Marcatori | 3: Di Costanzo 2: D. Mattiello, Petković 1: Sadovyy, Saviano, ScottG. i |

## Statistiche

### Statistiche di squadra
Statistiche aggiornate al 30 aprile 2014
| Competizione     | Punti | In casa | In casa | In casa | In casa | In casa | In casa | In trasferta | In trasferta | In trasferta | In trasferta | In trasferta | In trasferta | Neutro | Neutro | Neutro | Neutro | Neutro | Neutro | Totale | Totale | Totale | Totale | Totale | Totale | DR  |
| Competizione     | Punti | G       | V       | N       | P       | Gf      | Gs      | G            | V            | N            | P            | Gf           | Gs           | G      | V      | N      | P      | Gf     | Gs     | G      | V      | N      | P      | Gf     | Gs     | DR  |
| ---------------- | ----- | ------- | ------- | ------- | ------- | ------- | ------- | ------------ | ------------ | ------------ | ------------ | ------------ | ------------ | ------ | ------ | ------ | ------ | ------ | ------ | ------ | ------ | ------ | ------ | ------ | ------ | --- |
| Serie A1         | 42    | 11      | 7       | 0       | 4       | 122     | 107     | 11           | 7            | 0            | 4            | 105          | 107          | 0      | 0      | 0      | 0      | 0      | 0      | 22     | 14     | 0      | 8      | 227    | 213    | +14 |
| Playoff          | -     | 2       | 2       | 0       | 0       | 18      | 13      | 2            | 1            | 0            | 1            | 22           | 23           | 0      | 0      | 0      | 0      | 0      | 0      | 4      | 3      | 0      | 1      | 40     | 36     | +4  |
| Coppa Italia     | -     | 0       | 0       | 0       | 0       | 0       | 0       | 1            | 0            | 0            | 1            | 9            | 11           | 2      | 1      | 0      | 1      | 13     | 13     | 3      | 1      | 0      | 2      | 22     | 24     | -2  |
| Champions League | -     | 5       | 3       | 0       | 2       | 67      | 67      | 1            | 0            | 0            | 1            | 10           | 19           | 2      | 1      | 0      | 1      | 22     | 23     | 8      | 4      | 0      | 4      | 99     | 109    | -10 |
| Euro Cup         | -     | 2       | 0       | 0       | 2       | 18      | 22      | 3            | 2            | 0            | 1            | 37           | 19           | 3      | 2      | 1      | 0      | 37     | 28     | 8      | 5      | 1      | 2      | 92     | 69     | +23 |
| Totale           | -     | 20      | 12      | 0       | 8       | 225     | 209     | 18           | 10           | 0            | 8            | 183          | 179          | 7      | 4      | 1      | 2      | 72     | 64     | 45     | 27     | 1      | 17     | 480    | 451    | +29 |

### Classifica marcatori
| Tot. | Giocatore              | A1 | CI | CL | EC |
| ---- | ---------------------- | -- | -- | -- | -- |
| 126  | Antonio Petković       | 79 | 5  | 24 | 18 |
| 65   | Luigi Di Costanzo      | 39 | 1  | 9  | 16 |
| 61   | Stefano Luongo         | 30 | 0  | 18 | 13 |
| 42   | Olexandr Sadovyy       | 29 | 1  | 4  | 8  |
| 36   | Dragan Drašković       | 24 | 1  | 9  | 2  |
| 36   | Amaurys Pérez          | 15 | 3  | 11 | 7  |
| 28   | Fabio Gambacorta       | 14 | 4  | 4  | 6  |
| 24   | Domenico Mattiello     | 11 | 1  | 6  | 6  |
| 23   | Andrea Scotti Galletta | 5  | 3  | 8  | 7  |
| 19   | Giacomo Saviano        | 10 | 0  | 5  | 4  |
| 13   | Marco Ferrone          | 6  | 3  | 0  | 4  |
| 5    | Giuseppe Postiglione   | 3  | 0  | 1  | 1  |